# كفر الشراقوة (الغربية)
كفر الشراقوة إحدى قرى مركز سمنود التابع لمحافظة الغربية بجمهورية مصر العربية.

## التاريخ
تكون الكفر سنة 1260 هـ فصلًا عن ناحية العزيزية وكفرها وششتا، كانت القرية تتبع لمركز زفتى فلما أنشئ مركز سمنود سنة 1935 ألحقت به.

## السكان
بلغ عدد سكان كفر الشراقوة 1558 نسمة حسب تقدير عام 2018.
| السنة  | 1882 | 1947 | 1960 | 1976 | 1986 | 1996 | 2006  | 2018 |
| ------ | ---- | ---- | ---- | ---- | ---- | ---- | ----- | ---- |
| القرية | 152  | 292  | 421  | 644  | 833  | 1067 | 1,252 | 1558 |